# اوداکوی (صندوق‌لی)
اوداکوی (به ترکی استانبولی: Odaköy) یک منطقهٔ مسکونی در ترکیه است که در صندوق‌لی واقع شده‌است.